# Eumeella perdives
Eumeella perdives är en tvåvingeart som först beskrevs av Villeneuve 1926.  Eumeella perdives ingår i släktet Eumeella och familjen parasitflugor. Inga underarter finns listade i Catalogue of Life.